# Le Panthéon des ouvriers
Le Panthéon des ouvriers est un ancien journal hebdomadaire français, paraissant le samedi, sur seize pages. Il portait en sous-titre : Journal illustré des travailleurs — Glorification du travail — Romans — Arts — Sciences — Inventions..
Il fut lancé le 13 novembre 1858 et a paru jusqu'au numéro 34, le 2 juillet 1859.

## Œuvres publiées
- A.D. Dubreuil, Ouvriers et patrons ou Ismael l'Africain
- Jean Hénin, Tonnelier et danseuse
- Moléri, Bernard, le potier de terre
- Octave Féré, Les Deux Apprentis
- V. Delaunay, Une conscience du siècle
- V. Paul, La Tour de Coucy

## Source
- Claude Witkowski, Les Éditions populaires 1848-1870, GIPPE, 1997, p. 155